# 平井麗奈
平井 麗奈（ひらい れな、1991年12月12日 - ）は、神奈川県横浜市出身のラジオＤＪ、女優、ダンサー。プラスプラス所属。

## 人物・来歴
- 身長157cm。
- 小学2年の時に、ダンサーへの道を志すべく、ジャズダンスを始める。日本ジャズダンス芸術協会より2度受賞。また、同協会の公演において主役を務める。
- 2002年8月より、ダンスの幅を拡げるためにタレントとしてアイビィーカンパニーに所属。初の仕事は西武ドームにおける『みんなの広場だ!わんパーク』のイベント。同年の冬、東京ジョイポリスのクリスマスイベントでダンサーを務める。
- 2003年、NHK教育テレビ『虹色定期便』の生徒役として本格的な女優デビュー。同年秋のミュージカル『アニー』の欠員補充のオーディションに合格し、ミュージカル作品へのデビューも飾る。
- 2006年、2度目の『アニー』出演を果たす。
- 2008年、アイビィーカンパニーを脱退。
- 2009年秋頃フラッシュアップに所属する。
- 2012年、エリザベス・マリー率いるダンスパフォーマンスユニット「MiraSpider」（ミラスパイダー）に加入[1]。
- 2020年、DJ TAROが代表を務めるV.A.S.Pに所属
- 2020年、J-WAVE『ZAPPA』のナビゲーターを担当
- 2021年、InterFM897『MUSIClock』のメインパーソナリティを担当
- 2024年5月4日、スターウォーズの日に入籍を発表

## 人物・エピソード
- 芸能活動時の名前のローマ字表記はRenaではなくRenahが正式。
- 1度目の『アニー』出演決定の公式発表は誕生日の2日後であり、ダブル祝いとなった。
- 仕事の都合で新潟県とは縁が深い。
- 好きなアーティストは浜田省吾。ライブに何度も足を運ぶほどのファンである。
- 同姓同名に日本ランキング3位のバリスタがいる。

## 出演

### テレビ番組
- 虹色定期便（2003年、NHK教育テレビ） - 真島綾乃 役
- こたえてちょーだい! 再現ドラマ（フジテレビ）

### ラジオ番組
- ZAPPA（2020年10月 - 2021年3月、J-WAVE）
- MUSIClock（2021年4月 - 2022年3月、InterFM897）

### 舞台
- Dream Flying LIVE '02（2002年、東京ジョイポリス）
- ミュージカル　アニー（2004年・2006年、青山劇場 他）タップキッズ
- girls museum presents
  - Short Sweet Story（2012年5月29日 - 6月1日、江戸川橋・絵空箱）[2]
  - Short Sweet Story 夏休み編（2012年8月30日 - 9月2日、タイニイ・アリス）[3]
- Re:Black（2013年11月2日 - 4日、WESTEND STUDIO）[4]
- 劇団SPACE☆TRIP
  - ココロノハナシ（2014年4月25日 - 27日、千本桜ホール）[5]
  - OTOGI☆ROCK（2015年7月3日 - 5日、千本桜ホール）[6]
- ソラリネ　番外公演Vol.5「しゃっふる」（2014年5月20日 - 25日、ギャラリールデコ5）[7]
- 爆走おとな小学生
  - 勇者セイヤンの物語 (仮)（2015年9月11日 - 14日、千本桜ホール）[8]
  - 勇者セイヤンの物語 (真)（2016年3月24日 - 27日、新宿村LIVE）[9]
- 例えば、それが不確かでも。（2016年8月3日 - 7日、八幡山ワーサルシアター）[10]
- 部屋と僕と弟のはなし 2017（2017年2月14日 - 19日、千本桜ホール）[11]
- 劇団6番シード25周年記念公演「TRUSH!」（2018年5月30日 - 6月3日、六行会ホール）[12]

### CM
- 白泉社 LaLa7月号 CM（2008年5月 - 6月）